# Karin Janz

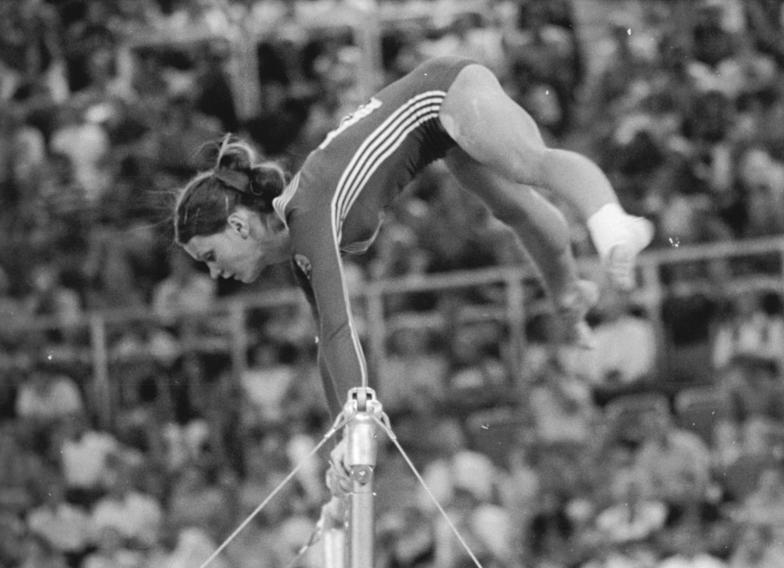
Karin Janz op de brug ongelijk tijdens de Olympische Zomerspelen in 1972.

Karin Janz (Hartmannsdorf, 17 februari 1952) is een voormalig turnster uit Oost-Duitsland. Ze vertegenwoordigde haar vaderland op de Olympische Zomerspelen 1968 in Mexico-Stad en op de Olympische Zomerspelen 1972 in München. Bij deze laatste spelen was ze de meest succesvolle sportvrouw voor Oost-Duitsland.
In 1972 werd Janz in Oost-Duitsland verkozen tot sportvrouw van het jaar en ontving ze de 'Honoured Master of Sport' badge van de Sovjet-Unie. En in 2003 kreeg ze een plaats in de 'International Gymnastics Hall of Fame'. Verder is er een element op de brug ongelijk naar haar vernoemd, de janz salto.
Tegenwoordig is Janz orthopedisch chirurg en is ze mede-ontwikkelaar van de 'Charité disc', een kunstmatige wervelschijf. In 2012 richtte ze de 'Büttner-Janz Spinefoundation' op, voor het bevorderen van de kennis over de wervelkolom.

## Resultaten

### Olympische Zomerspelen
| Jaar | Plaats      | Resultaten                                                                      |
| ---- | ----------- | ------------------------------------------------------------------------------- |
| 1968 | Mexico-Stad | Team meerkamp · 6e Individuele meerkamp · Brug ongelijk · 4e Balk               |
| 1972 | München     | Team meerkamp · Individuele meerkamp · sprong · Brug ongelijk · Balk · 4e Vloer |

### Wereldkampioenschappen
| Jaar | Plaats    | Resultaten                                                                  |
| ---- | --------- | --------------------------------------------------------------------------- |
| 1970 | Ljubljana | Team meerkamp · 4e Individuele meerkamp · Sprong · Brug ongelijk · 4e Vloer |

### Europese kampioenschappen
| Jaar | Plaats     | Resultaten                                                 |
| ---- | ---------- | ---------------------------------------------------------- |
| 1967 | Amsterdam  | 4e Individuele meerkamp · Sprong · Brug ongelijk · 4e Balk |
| 1969 | Landskrona | Individuele meerkamp · sprong · Brug ongelijk · Vloer      |

### Top scores
Hoogst behaalde scores op mondiaal niveau (Olympische Spelen of Wereldkampioenschap finales).
| Onderdeel            | Score  | Wedstrijd                   | Locatie     |
| -------------------- | ------ | --------------------------- | ----------- |
| Individuele meerkamp | 76.875 | Olympische Zomerspelen 1972 | München     |
| Sprong               | 19.525 | Wereldkampioenschappen 1972 | München     |
| Brug ongelijk        | 19.675 | Wereldkampioenschappen 1972 | München     |
| Balk                 | 19.225 | Olympische Zomerspelen 1968 | Mexico-Stad |
| Vloer                | 19.400 | Olympische Zomerspelen 1972 | München     |